# Erba (Lombardia)
Erba település Olaszországban, Lombardia régióban, Como megyében. Lakosainak száma 16 148 fő (2023. január 1.). Erba Albavilla, Caslino d’Erba, Castelmarte, Eupilio, Faggeto Lario, Longone al Segrino, Merone, Monguzzo, Ponte Lambro és Proserpio községekkel határos.

## Népesség
A település lakossága az elmúlt években az alábbi módon változott:
| Lakosok száma | 16 974 | 16 347 | 16 346 | 16 148 |
|               | 2008   | 2017   | 2018   | 2023   |